# Nuevo San Juan Parangaricutiro
Nuevo San Juan Parangaricutiro är en kommunhuvudort i Mexiko.   Den ligger i kommunen Nuevo Parangaricutiro och delstaten Michoacán de Ocampo, i den södra delen av landet, 300 km väster om huvudstaden Mexico City. Nuevo San Juan Parangaricutiro ligger 1 878 meter över havet och antalet invånare är 12 300.
Terrängen runt Nuevo San Juan Parangaricutiro är lite bergig. Runt Nuevo San Juan Parangaricutiro är det tätbefolkat, med 286 invånare per kvadratkilometer. Närmaste större samhälle är Uruapan, 7,8 km öster om Nuevo San Juan Parangaricutiro. I omgivningarna runt Nuevo San Juan Parangaricutiro växer huvudsakligen savannskog.